# 240'erne f.Kr.
Århundreder: 4. århundrede f.Kr. – 3. århundrede f.Kr. – 2. århundrede f.Kr.
Årtier: 290'erne f.Kr. 280'erne f.Kr. 270'erne f.Kr. 260'erne f.Kr. 250'erne f.Kr. – 240'erne f.Kr. – 230'erne f.Kr. 220'erne f.Kr. 210'erne f.Kr. 200'erne f.Kr. 190'erne f.Kr.
År: 249 f.Kr. 248 f.Kr. 247 f.Kr. 246 f.Kr. 245 f.Kr. 244 f.Kr. 243 f.Kr. 242 f.Kr. 241 f.Kr. 240 f.Kr.